# Emil Hansen
Emil Hansen (2 agosto 1893 – 25 settembre 1971) è stato un calciatore norvegese, di ruolo centrocampista.

## Carriera

### Club
Hansen giocò con la maglia dello Ørn.

### Nazionale
Conta 5 presenze per la Norvegia. Esordì il 25 giugno 1916, quando fu schierato in campo nella sconfitta per 0-2 contro la Danimarca.

## Palmarès

### Club

#### Competizioni nazionali
- Coppa di Norvegia: 3

Ørn: 1920